# لوكاس موريسيو أكوستا
لوكاس موريسيو أكوستا (بالإسبانية: Lucas Mauricio Acosta)‏ (ولد في 12 مارس 1995) وهو لاعب كرة قدم أرجنتيني يلعب ك‍حارس مرمى لنادي بيلغرانو في دوري الدرجة الأولى الأرجنتيني.

## وصلات خارجية
- لوكاس موريسيو أكوستا على موقع قاعدة بيانات كرة القدم.إي يو (الإنجليزية)
- لوكاس موريسيو أكوستا على موقع Soccerway.com (الإنجليزية)
- لوكاس موريسيو أكوستا على موقع عالم كرة القدم.نت (الإنجليزية)

- Lucas Acosta profile on Soccerway's website (بالإنجليزية)